# Hock János (katolikus pap)

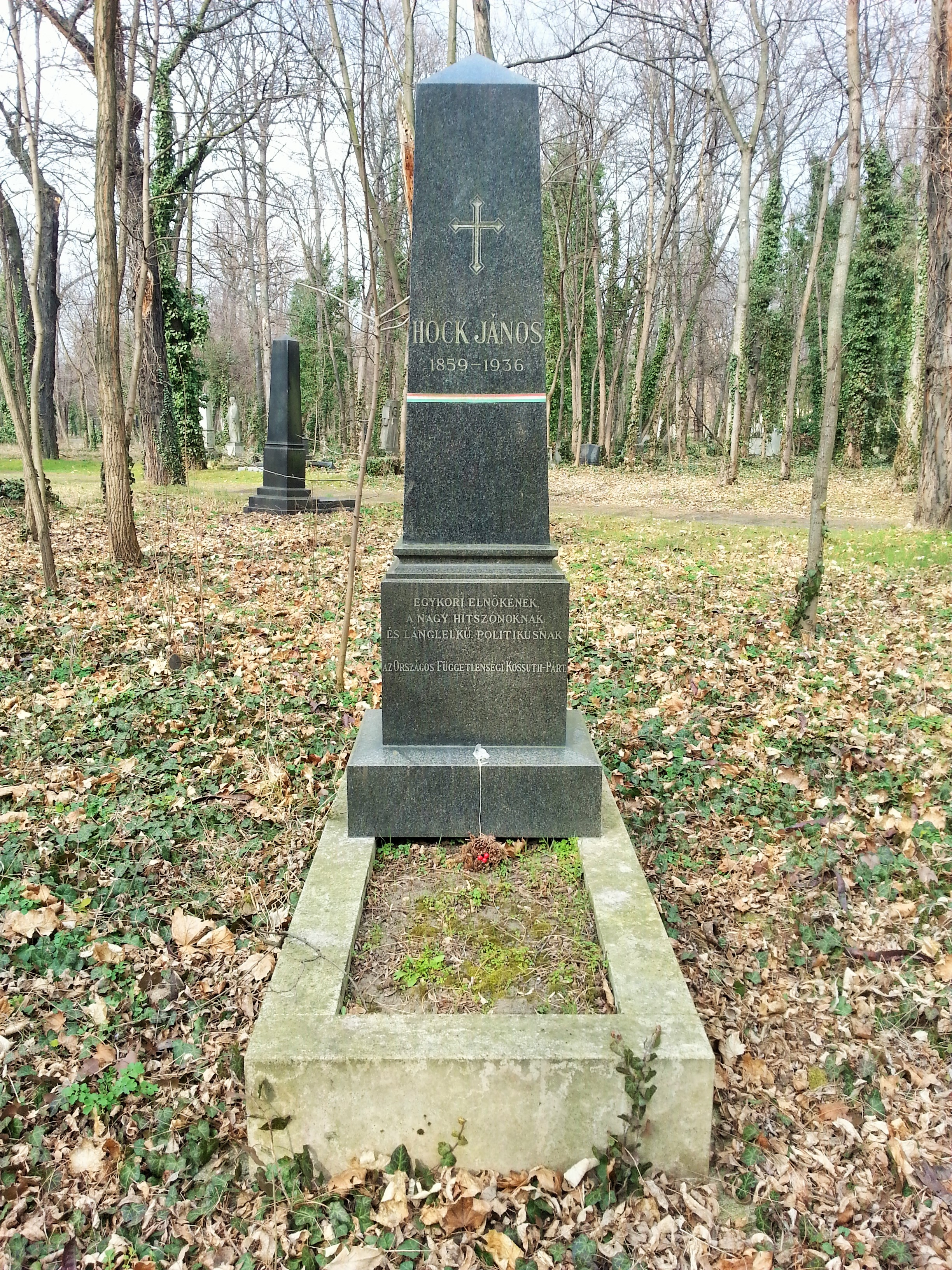
Hock János sírja Budapesten. Kerepesi temető: 48/4-1-35.

Hock János (Devecser, 1859. december 31. – Budapest, 1936. október 10.) katolikus plébános, politikus és író, a tiszavirág-életű Magyar Nemzeti Tanács elnöke.

## Élete
Hock János Devecseren látta meg a napvilágot, Hock Károly és Halvax Eleonóra („Lóri”) nyolc gyermeke közül a legidősebbként. Az édesapa szabó volt, később pedig a település segédjegyzője. A család 1866 körül a közeli Dákára költözött, ahol az édesapa azután mintegy három évtizeden keresztül jegyzőként dolgozott.
Hock János a középiskolai tanulmányait Pápán a bencéseknél, majd az ottani református kollégiumban végezte; azután teológiát hallgatott Veszprémben 1882-ig. Ekkor Gógánfára (Zala vármegye) káplánnak nevezték ki, ahol egy évig működött. 1883-ban Kaposvárra helyezték át segédlelkésznek és nemsokára a vármegye a kaposvári gimnáziumhoz hittanárnak nevezte ki.
Lelkészi és irodalmi teendői mellett élénk részt vett a közügyekben is. 1887-től folyamatosan tagja volt a képviselőháznak. Először, mint szabadelvűt, a Somogy vármegyei szili kerületben választották országgyűlési képviselőnek, majd az 1887. évi országgyűlés alatt átment a nemzeti párthoz. Mint ennek híve választották meg 1892-ben Csongrádon. A közoktatásügyi bizottság tagja. Később újból szabadelvű, Bánffy Dezső híve, 1910-től a Justh-párt tagja, később Károlyi Mihály híve lett. Belépett a szabadkőműves mozgalomba.
1889-től Budapesten kőbányai, 1912-től józsefvárosi plébános.
Jó szónoki képességei voltak, amelyeket az általános választójogért vívott küzdelemben hasznosított. Ellenzője volt Tisza István politikájának.
1918. november 1-jén, a miniszterelnökké avanzsált Károlyi Mihályt felváltva  a Magyar Nemzeti Tanács elnöke lett. Az új rendszerben is csalódott, ezért nyugdíjazását kérte, és visszavonult a politikától.
A Tanácsköztársaság kikiáltása (1919. március 21.) után először Csehszlovákiába, majd Bécsbe, és végül az USA-ba  emigrált. Onnan visszatért Európába: Párizsban, majd ismét Bécsben élt. Több cikkben bírálta a Horthy-rendszert.
Ennek ellenére 1933-ban hazatért. A külföldön írt cikkei miatt korában ellene emelt vádak (többrendbeli nemzetgyalázás és kormányzósértés) alapján bíróság elé állították és egyévi börtönre ítélték 1934. novemberben bevonult a börtönbe, de 1935 júniusában  kegyelmet kapott.

## Emlékezete
- Budapest VIII. kerületében, Miskolcon, Zalaegerszegen, Törökszentmiklóson, Csongrádon stb. utca viseli nevét.
- Születésének 150. évfordulója tiszteletére 2009-ben „Katolicizmus és demokrácia. "150 éve született Hock János plébános” címmel konferencia volt a WJLF-en https://wesley.hu/szervezeti-egysegek/intezetek/wesley-egyhaz-es-vallasszociologiai-kutatointezet/katolicizmus-es-demokracia-150-eve-szuletett-hock-janos-plebanos-az-1918-as-papi-tanacs-es-nemzeti-tanacs-elnoke/

## Írásai
Több teológiai, vallástörténeti és szépirodalmi művet írt. Mátyás-templomi szentbeszédeit is megjelentette. Szerkesztésében jelent meg a Nemzeti dicsőségünk – Fényes korszakok a Magyar Nemzet történelméből című díszalbum 1900-ban.
- Költemények (Kaposvár, 1882)
- Az igaz nő. (Marschal V. után ford. Kaposvár, 1884)
- Alkalmi költemény Roboz István 40 éves irodalmi működésének emlékére, Kaposvár, év n. (Mind a három Dereskei névvel.)
- Hervadt levelek (Elbeszélések. Budapest, 1885)
- A magyar főpapság (Budapest, 1890)
- Nagybőjti szentbeszédek. (A szent Ferencziek budapesti templomában tartotta.) Budapest, 1891. (2. kiadás. Budapest, 1894.)
- Imakönyv (Rajzokkal és négy acélmetszettel, 1892, Athenaeum R. Társ. Könyvnyomdája)
- Szentbeszéd. A kórházi betegek felsegélyezésére alakult Szamaritánus-egyesület javára, a fővárosi Ferencz-rendiek templomában 1892. május 1. Budapest, 1892.
- Szivárvány (tárcák, 1894, Athenaeum Irodalmi és Nyomdai Rt.)
- Vigasztalások könyve, Elmélkedések és hangulatok (1896, Budapest) Újból kiadva: 1902, Athenaeum Irodalmi és Nyomdai Rt.
- Művészeti reform (1898, Budapest)
- Rákócziné (1905, történeti elbeszélés Rákóczi Ferencné életéről, Budapest, Athenaeum Irodalmi és Nyomdai Rt.)
- Jézus élete (1905, Athenaeum Irodalmi és Nyomdai Rt.)
- Virágmesék (1931, E.- Prager-Verlag)
- Börtönvirágok (1935, magánkiadású napló, Budapest)
- Az élet könyve (1936, magánkiadás)
- Az ember könyve (1937, Újvidék, magánkiadás)
- Modern miszticizmus (1938, Budapest, magánkiadás)
- A teremtés könyve. Vallás-filozófiai tanulmány (1939, Urbányi István kiadása): 
  - I. kötet
  - II. kötet
- A törvények könyve (1939, Urbányi István kiadása)
- Az Isten könyve (1940, Budapest, Urbányi István kiadása)
- A bukás könyve (1941, Urbányi István kiadása)
- A megváltás könyve (1942, magánkiadás)
- Gondolatok (1943, Budapest):
  - I. kötet
  - II. kötet
- Hitvédelmi tanulmányok (1943, Budapest)
- Képes Biblia (1989, Szent István Társulat)

## Kapcsolódó szócikk
- Magyar szabadkőművesek listája